# Karl Bergamasko

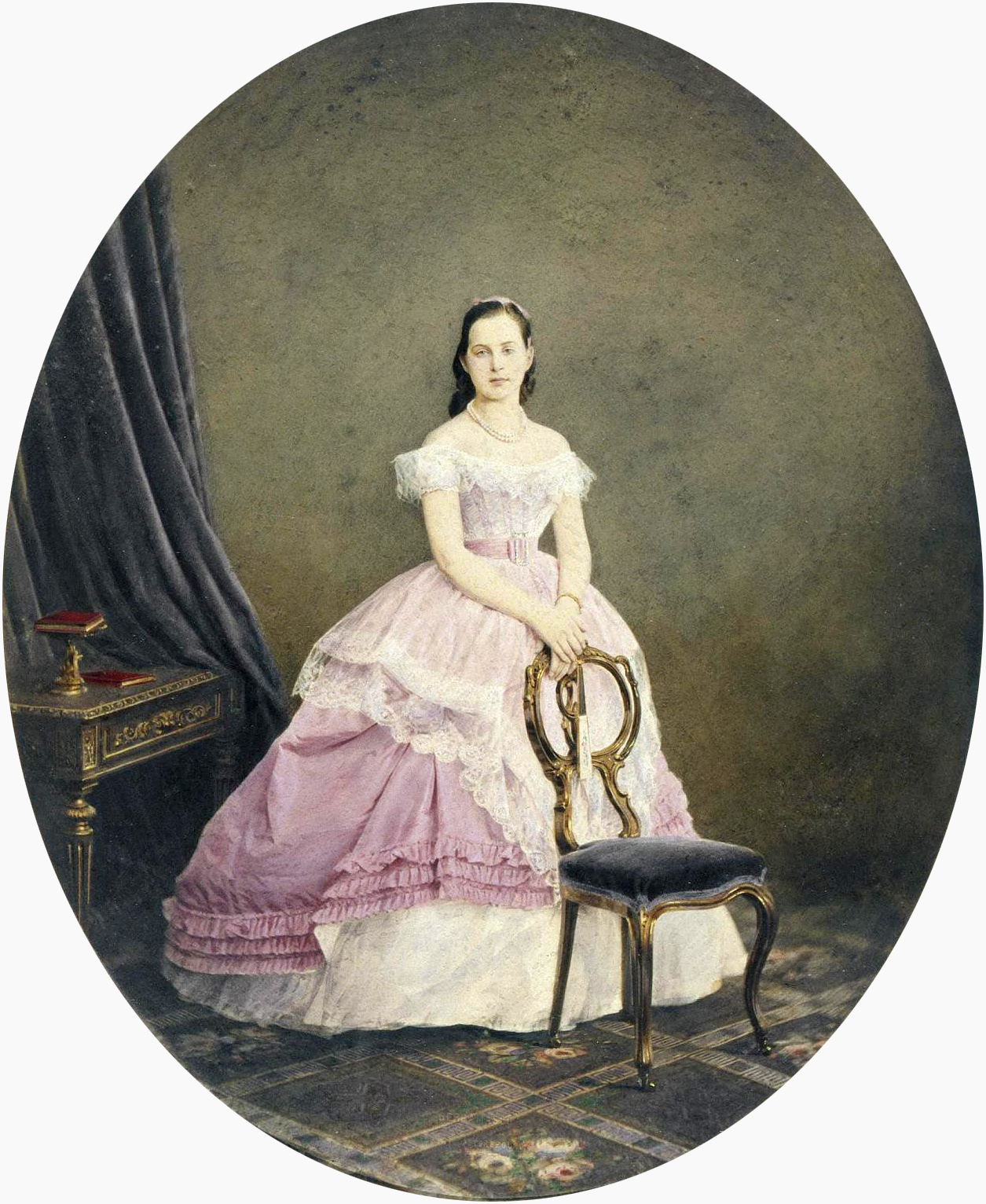
Portrét velkokněžny Olgy Konstantinovny, 1867

Karl Ivanovič Bergamasko (Ch. Bergamasco, Карл Иванович Бергамаско 1830, Sardinie – květen 1896, Petrohrad) byl ruský portrétní fotograf italského původu, který byl aktivní v 19. století. Několikrát zvítězil na mezinárodních výstavách.

## Život a dílo
Do Petrohradu přišel z Itálie v roce 1848. Po příjezdu vstoupil do Michajlovského divadla, zpíval s francouzským souborem, ale strávil tam pouze jeden rok. Během jednoho představení utrpěl zranění, když na herce spadla dekorace.
Současně s prací ve sboru se vážně zajímal o fotografii, která v té době přicházela v Rusku do módy. Naučil se základy tohoto řemesla a plánoval fotografovat celý svůj život a zajistit si tak prostředky k pohodlné existenci. V roce 1850, ještě při práci v divadle, si Bergamasko otevřel jeden z prvních Petrohradských „daguerrotypických salónů“ nedaleko Velkého divadla. Nedlouho poté se další ateliér stěhoval na ulici Bolšaja Italjanskaja.
V roce 1858 získal titul „umělec akvarelové krajinomalby“. Jako fotograf se zaměřil na práci s herci a veřejnosti z divadelního prostředí. Bergamasko dokázal učinit všechny své modely atraktivní, chytře s důrazem na důstojnost jejich práce a skrytím nedostatků z pohledu zákazníka. Za své umění byl brzy odměněn, od roku 1863 přijal titul „fotograf císařských divadel“ s podmínkou, že se „bezpodmínečně zavázal darovat ředitelství archivní album portrétů umělců ve všech kostýmech z nových baletů a oper, probíhajících na místní scéně.“
V roce 1865 časopis Fotograf informoval své čtenáře, že Bergamasko byl jmenován fotografem „Jeho císařské výsosti velkovévody Nikolaje Nikolajeviče“ (staršího). To se okamžitě projevilo na reverzních stranách fotografií Charlese Bergamaska. Od té doby jeho sláva rostla, Karl Ivanovič se stal jedním z předních portrétistů horní třídy a módním mistrem. Jeho práce pravidelně získávaly ocenění na evropských výstavách: v Berlíně – 1865, Paříži – 1867, Hamburku – 1868, Greningu – 1869, Petrohradu – 1870, Vídni – 1873, Londýně – 1874 a také ve Filadelfii – 1876.
Módní fotograf Bergamasko byl zejména milován Adónisem, a nikoli bezdůvodně: umělecká portrétní fotografie Bergamaska je velice lehká, všechny dámy zobrazuje jako krasavice a všechny staříky plné energie v rozkvětu. Avšak umělecké má pan Bergamasko i své ceny.
Vladimir Osipovič Michněvič, Naši znakomje, 1884
V té době se jeho ateliér nacházel na nejprestižnější lokalitě města, na Něvském prospektě. čp. 12. Bergamasko byl kreativní, nebál se experimentovat se světlem, scenériemi, jeden z prvních inscenoval scénu. Vytvořil si vlastní rozpoznatelný styl – měkké obrysy obrázků v plné velikosti. Jeho snímky byly větší než bylo obvyklé u jiných ateliérů. Za jeho jediného konkurenta v portrétování své doby lze považovat Sergeje Levického, který o něm často mluvil.
Dne 1. července 1891 Bergamasko ukončil svoji činnost, informoval o tom své zákazníky v novinách Novoje vremja.
O rozmachu jeho díla hovoří také fakt, že reklama na Bergamaskovy fotografie byla předplacena na několik let dopředu a pokračovala až do roku 1896. Bergamasko zemřel v květnu roku 1896, několik dní před korunovací Mikuláše II. Alexandroviče, na kterou byl jako fotograf pozván jako jeden z mála fotografů. Byl pohřben v Petrohradě na evangelickém hřbitově.

## Galerie

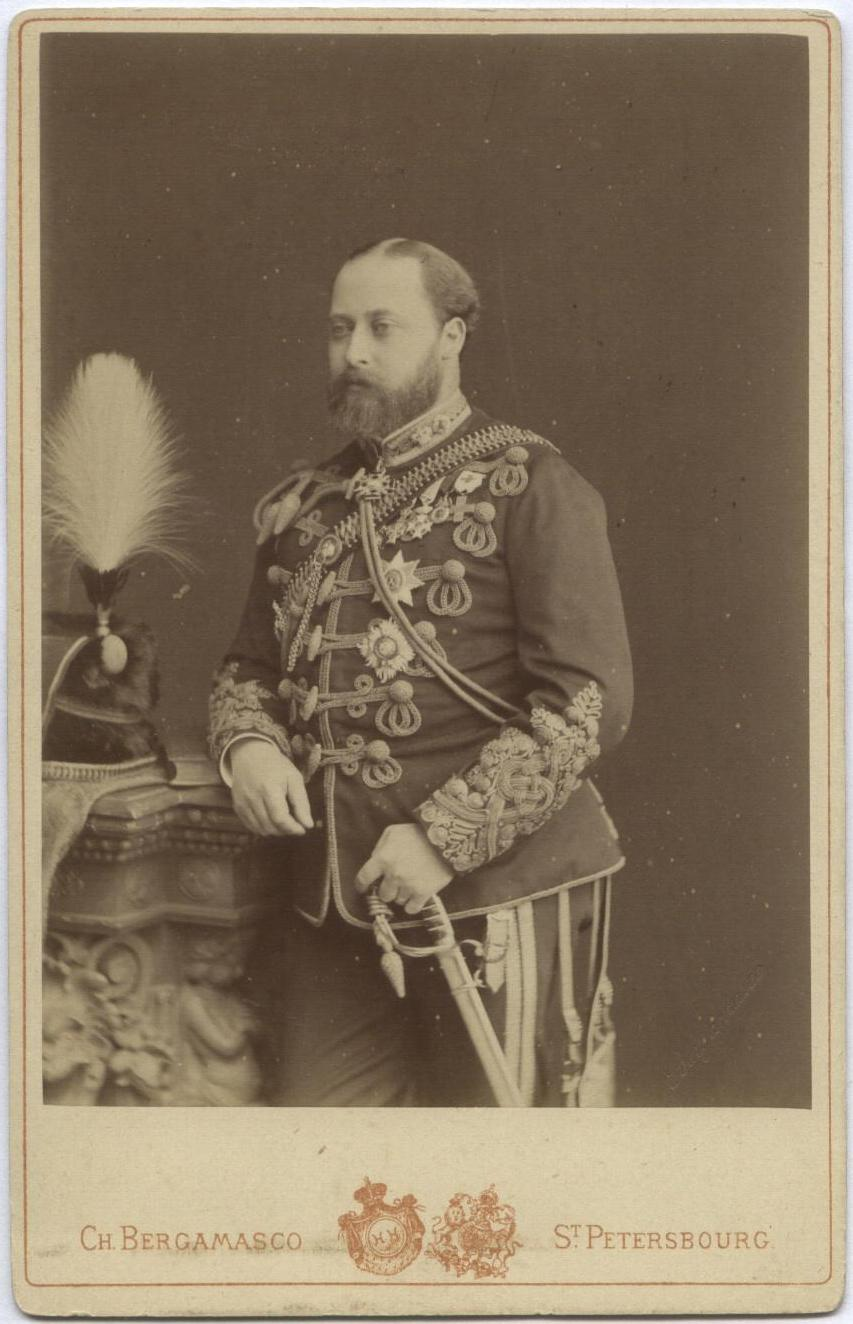
Eduard VII., král Spojeného království Velké Británie a Irska
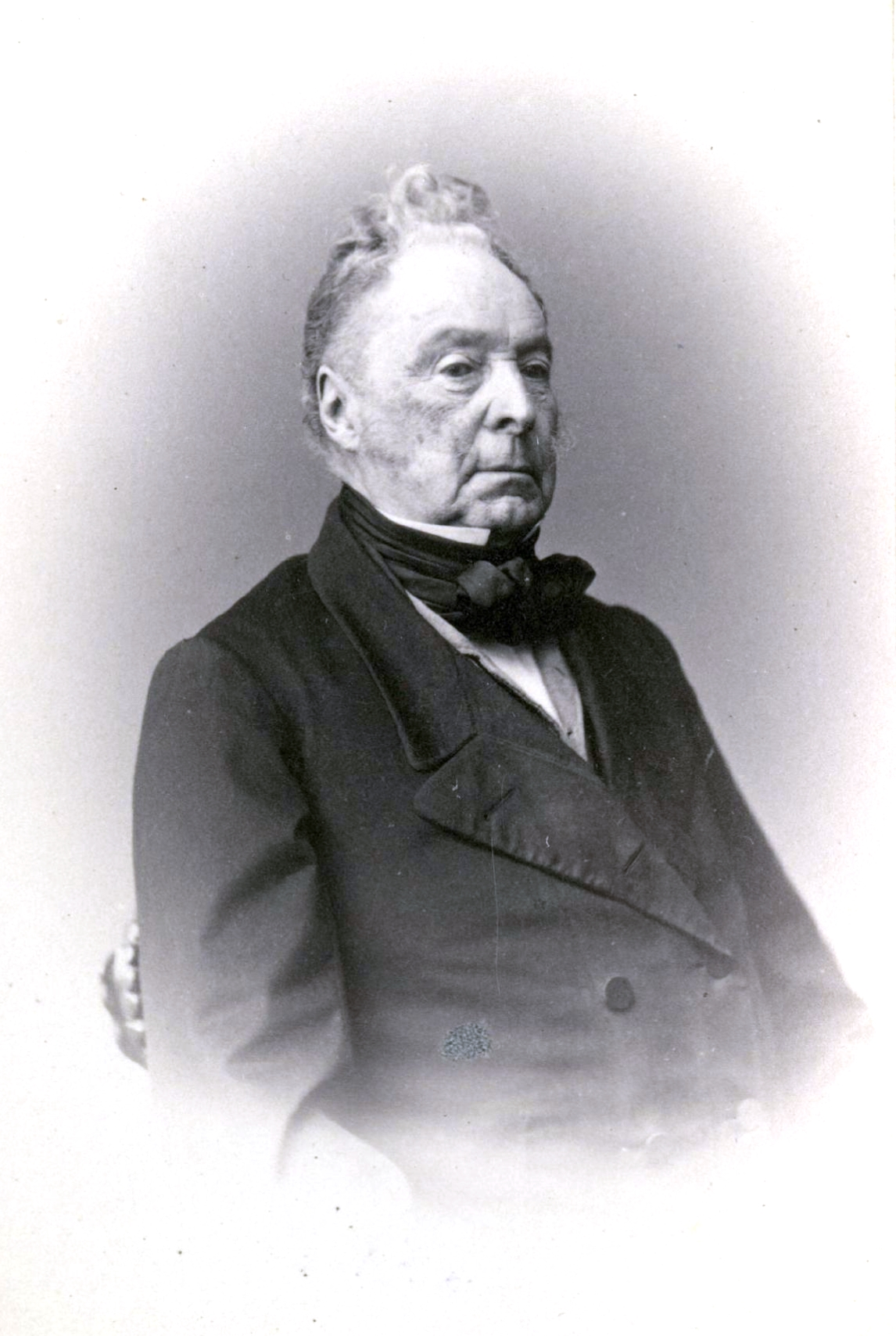
Hrabě Alexander Ivanovič Ribopjer (kol. 1865), politik, tajný dvorský rada
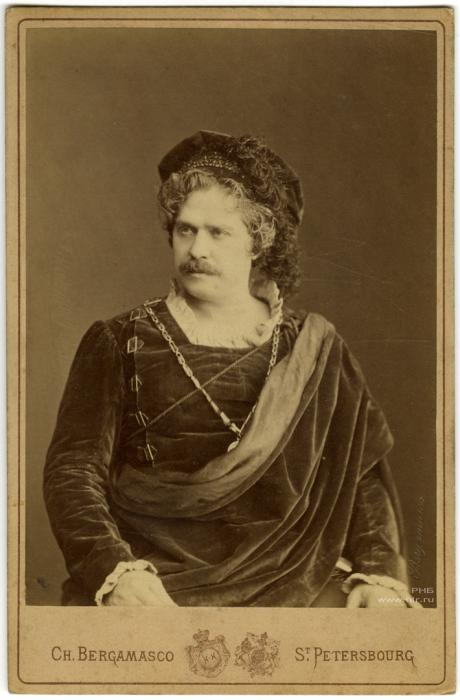
Ernesto Rossi, italský divadelní herec
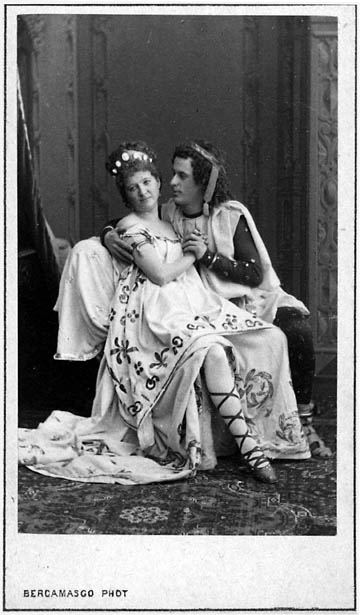
V. Ljadovová a N. Sazonov, herci Alexandrinského divadla, jako Helena a Paris v operetě Helena Trójská
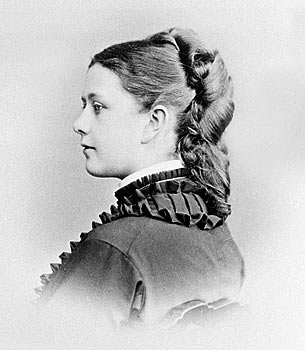
Hraběnka Jekatěrina Pavlovna Šeremetěvová, podporovatelka věd a umění
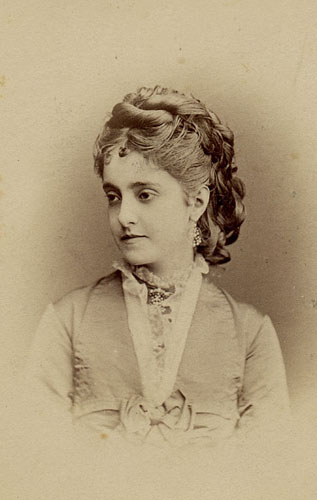
Adelina Pattiová, španělsko-italská sopranistka
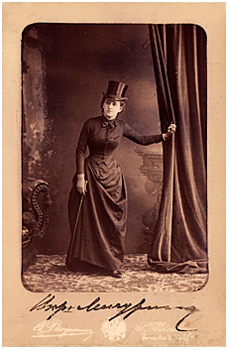
Věra Arkaděvna Mičurinová, divadelní herečka (tehdy Alexandrinského divadla)
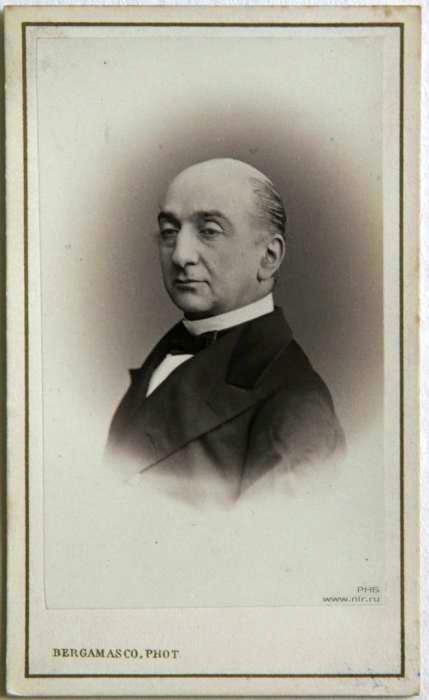
Hrabě Ivan Davidovič Děljanov (1867), politik, ministr osvěty